# Steffen Bogs
Steffen Bogs (* 8. Oktober 1965 in Rostock) ist ein ehemaliger Ruderer aus der Deutschen Demokratischen Republik. 1988 gewann er mit dem Doppelvierer die olympische Bronzemedaille.
Bogs ruderte für den SC Dynamo Berlin. 1983 war er Juniorenweltmeister im Zweier ohne Steuermann, wechselte aber später zu den Skullbooten. Als Schlagmann gewann er 1988 die DDR-Meisterschaft im Doppelvierer zusammen mit Steffen Zühlke, Heiko Habermann und Jens Köppen. Dieses Boot erreichte dann bei den Olympischen Spielen 1988 in Seoul den Bronzerang hinter den Booten aus Italien und Norwegen. Dafür wurde er mit dem Vaterländischen Verdienstorden in Bronze ausgezeichnet. Nach einem dritten Platz 1989 gewannen Bogs und Zühlke 1990 den letzten DDR-Meistertitel im Doppelvierer, nun für den SC Berlin startend.